# Дуброви (станція)
Дубр́ови (біл. Дубр́авы) — проміжна залізнична станція Мінського відділення Білоруської залізниці Білоруської залізниці на лінії Мінськ — Молодечно між зупинними пунктами Праліски та зупинним пунктом Романи. Розташована у селі Вазгелі Молодечненського району Мінської області. Поблизу станції розташовані села Уша 2 та Дуброва (4 км), а також садівничі об'єднання. Від станції відгалужується гілка до кар'єру «Радошковичі».

## Історія
Станція відкрита 1954 року.

## Пасажирське сполучення
На станції Дуброви зупиняються електропоїзди регіональних ліній економкласу до станцій Гудогай, Мінськ-Пасажирський, Молодечно.